# طرقه کبود
طرقه کبود یا طرقه بنفش  (نام علمی: Monticola solitarius) نام یک گونه از تیره مگس‌گیران است. جثه این پرنده به اندازه سار است و ۲۱ تا ۲۳ سانتی‌متر است. طرقۀ کبود نوک نسبتاً بلندی دارد.

## نگارخانه

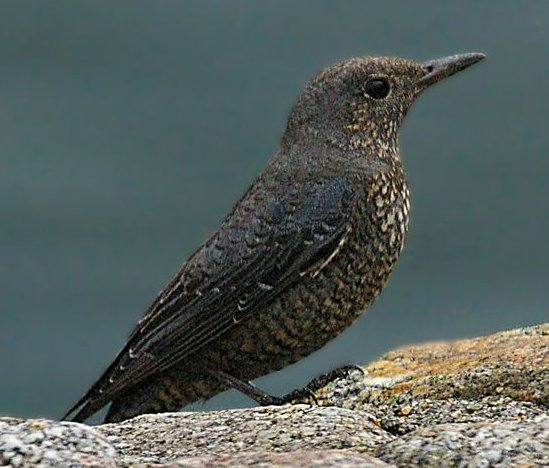
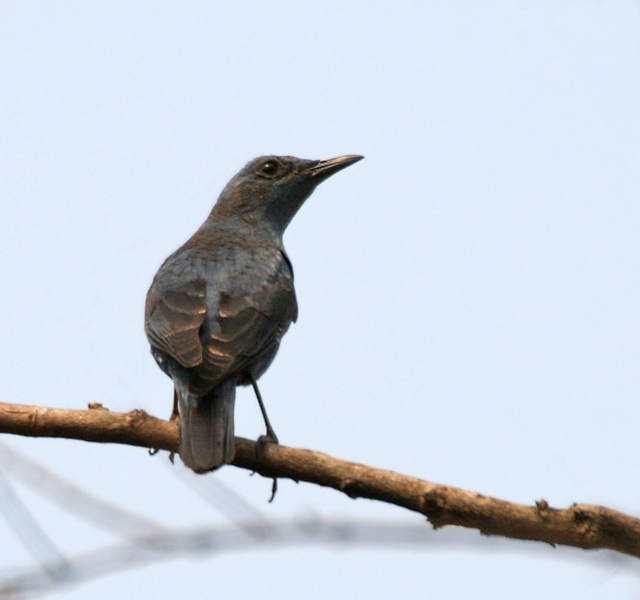
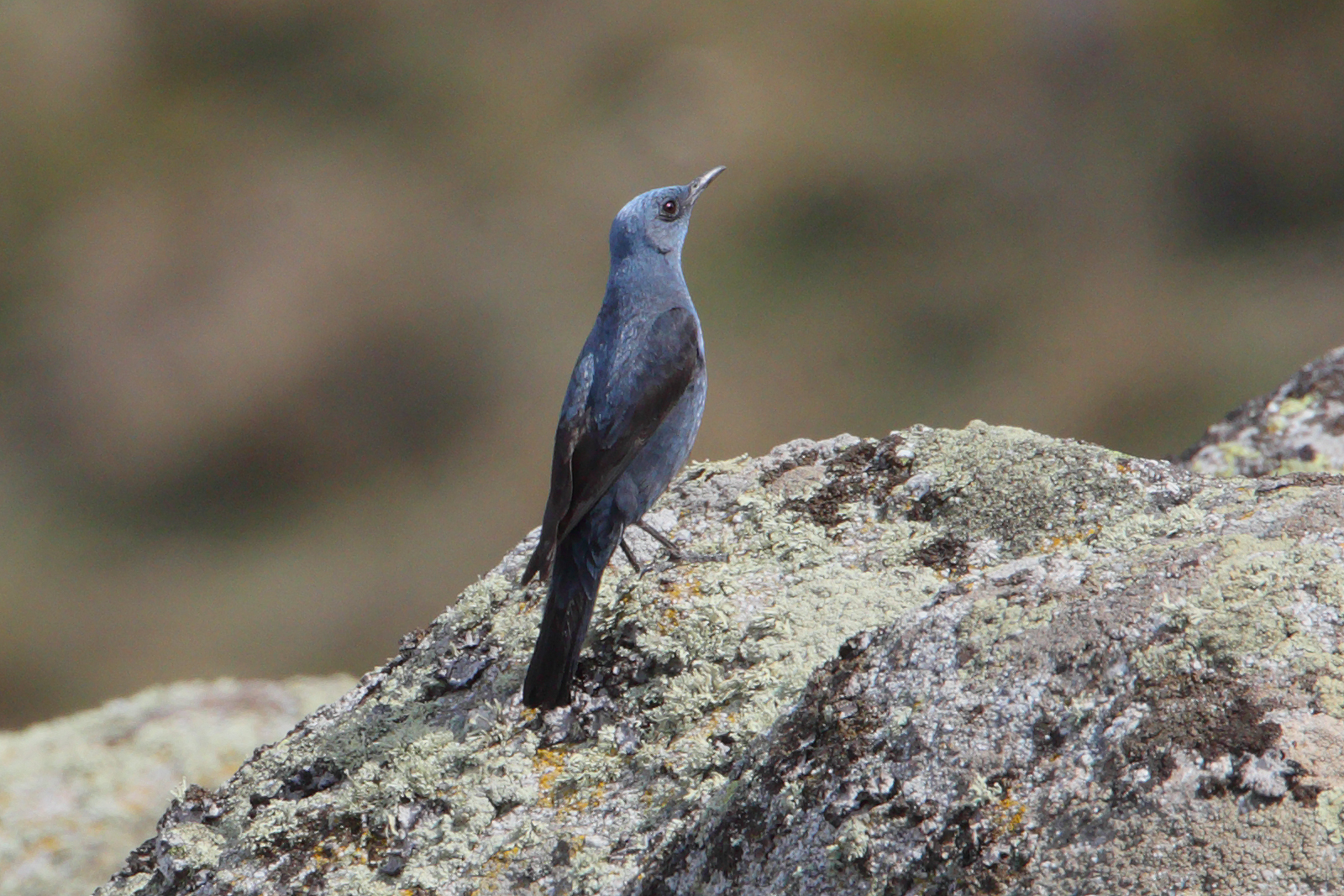
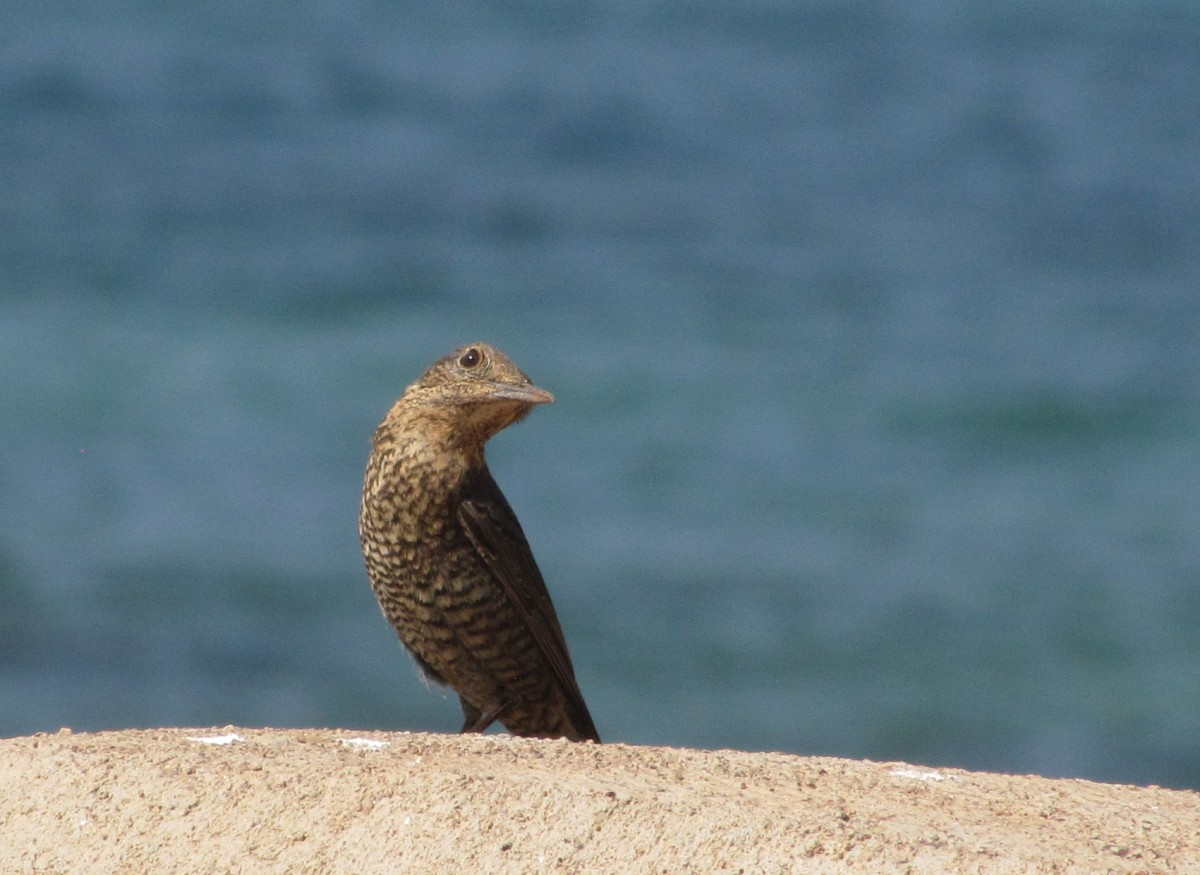
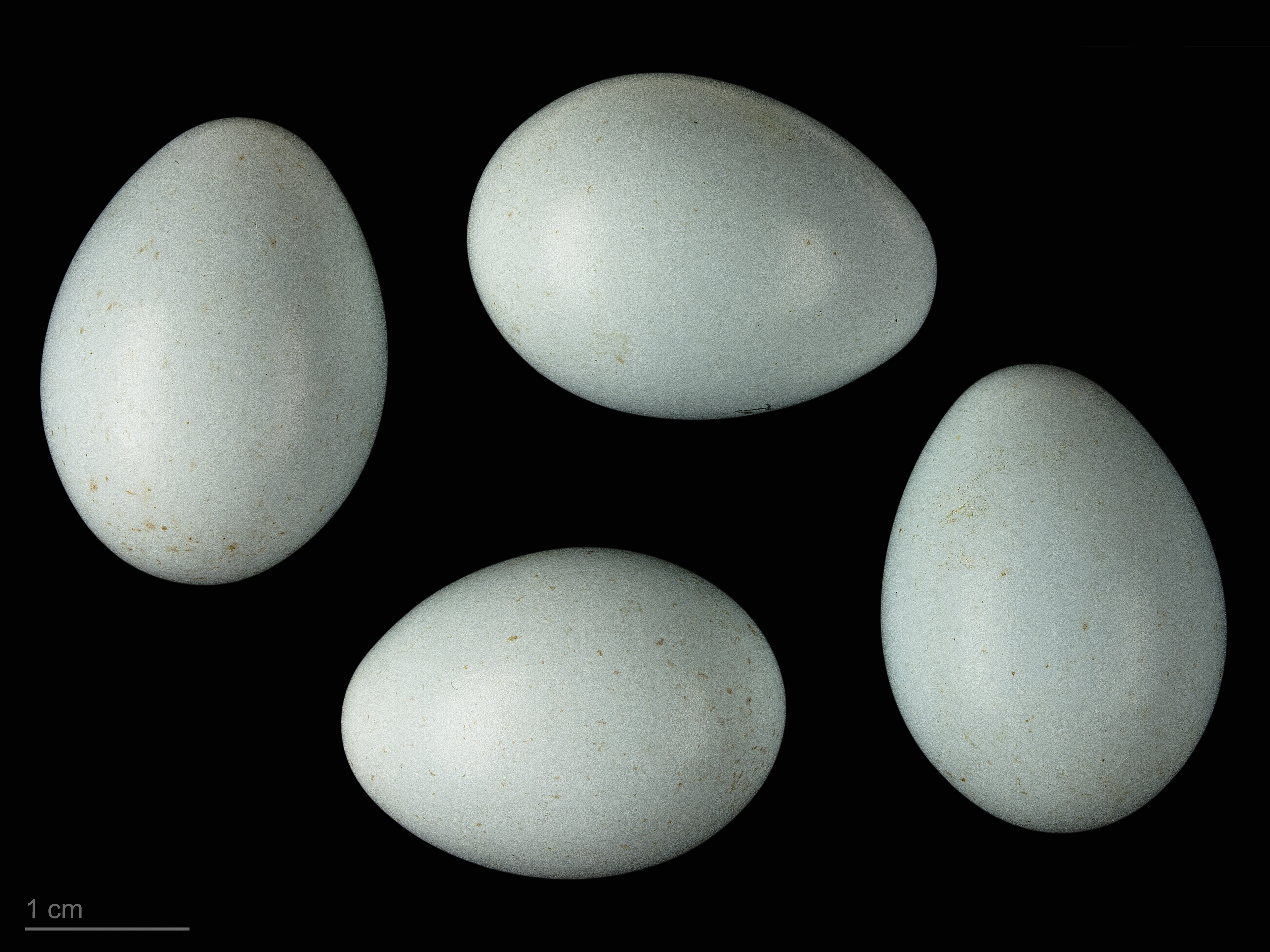
Monticola solitarius solitarius